# Springland
Springland International Holdings Ltd. is een Chinees detailhandelsbedrijf dat op de Hong Kong Stock Exchange wordt verhandeld. Springland International exploiteert warenhuizen en supermarkten, voornamelijk in de Yangtze-rivierdelta. 
Springland International is ook de holdingmaatschappij van YAOHAN, SPRINGLAND & T&T Supermarket (Datonghua).

## Geschiedenis
Springland werd in 1996 opgericht in Yixing, Jiangsu door Chen Jianqiang. In 2011 werd Chen opgenomen in de Forbes-lijst van rijkste mensen. Dit was kort nadat zijn bedrijf in oktober 2010 op de beurs van Hongkong werd genoteerd. 

## Warenhuizen
Het bedrijf richtte zich op de ontwikkeling van winkels in de Grote Yangtze-rivierdelta en medio 2010 exploiteerde het bedrijf daar 10 warenhuizen en 16 supermarkten.  Er zijn winkels in;
- Yixing
- Jiangyin
- Liyang
- Danyang
- Changshu
- Jintan

Het assortiment van de warenhuizen van Springland International bestaat voornamelijk uit mode, cosmetica, sieranden, accessoires, schoenen, sportkleding, woninginrichting en huishoudelije artikelen en elektrische apparaten.

## Supermarkten
De supermarkten van Springland International verkopen zowel levensmiddelen als non-foodartikelen. De meeste supermarkten bevinden zich in steden in de Grote Yangtze-rivierdelta.

## Handelsnamen

### Warenhuizen
Springland International exploiteert haar warenhuizen (met uitzondering van de warenhuizen in Wuxi, Ma'anshan, Nantong en Zhenjiang) onder de handelsnaam Springland (Chinees: 華地). In Wuxi, Ma'anshan, Nantong en Zhenjiang worden de warenhuizen geëxploiteerd onder de handelsnaam Yaohan (Chinees: 八佰伴). 

### Supermarkten
Springland International exploiteert de supermarktactiviteiten onder de handelsnaam Datonghua (Chinees: 大統華). 